# الخطوط الجوية الإثيوبية الرحلة 702
كانت الخطوط الجوية الإثيوبية الرحلة 702 رحلة دائمة انطلقت من مطار أديس أبابا الدولي عبر مطار ليوناردو دا فينشي في روما وصولاً إلى مطار مالبينسا في ميلانو بتاريخ 17 فبراير 2014. طائرة البوينغ 767 للخطوط الجوية الإثيوبية اختطفت فوق السودان من قبل مساعد الطيار دون سلاح عندما كانت في مسار الرحلة بين أديس أبابا و روما ثم هبطت في مطار جنيف الدولي في سويسرا. ولم يصب أحد من الركاب أو الطاقم البالغ عددهم 202 بأذى.

## عملية الاختطاف
الرحلة 702 انطلقت من مطار أديس أبابا الدولي, أديس أبابا، إثيوبيا الساعة 00:30 بتوقيت شرق أفريقيا بتاريخ 17 فبراير 2014. بدأ متلقي الطائرة بإرسال الرمز 7500 (الرمز العالمي في حال حدوث عملية اختطاف طائرة) عندما كانت تحلق بإتجاه الشمال فوق السودان. عند ذهاب قائد الطائرة إلى دورة المياه اغلق مساعد الطيار باب قمرة القيادة وانفرد
بقيادة الطائرة, كان من المتوقع وصول الطائرة إلى مطار ليوناردو دا فينشي في روما الساعة 04:40 بتوقيت وسط أوروبا ثم تصل إلى مطار مالبينسا في ميلانو, عوضاً عن ذلك قاد مساعد الطيار (الخاطف) الطائرة إلى جنيف في سويسرا, وعند وصول الطائرة مطار جنيف الدولي استمر الخاطف بالتحليق فوق المطار بشكل دائري عدة مرات إلى نجح بالإتصال ببرج المراقبة الجوية الخاصة بالمطار وطالب بحق اللجوء السياسي لنفسه وضمانة بعدم ترحيلة إلى إثيوبيا بعد القبض عليه.
بعد فشل أحد محركات الطائرة والطيران بكمية منخفضة من الوقود التي كانت تكفي لعشر دقائق من الطيران فقط، هبطت الطائرة بمطار جنيف الدولي الساعة 06:02 بتوقيت وسط أوروبا, واغلق المطار على الفور ثم نزل الخاطف الطائرة من نافذة قمرة القيادة باستعمال حبل ثم ذهب إلى الشرطة وعرف بنفسه على انه خاطف الطائرة بعدها تم إلقاء القبض عليه. ولم يصب أحد من الركاب أو الطاقم بأذى.
رافقت الرحلة 702 طائرات مقاتلة إيطالية من طراز يوروفايتر تايفون وطائرات ميراج فرنسية عندما كانت الرحلة تحلق فوق مجالهم الجوي ولم يتم تحريك القوات الجوية السويسرية لأن الحادثة حدثت خارج أوقات العمل الرسمي في القوات الجوية السويسرية والتي هي من الساعة 08:00 إلى 12:00 ومن الساعة 13:30 إلى 17:00. ووفقاً لمسؤول في القوات الجوية السويسرية: "لم تتمكن المقاتلات السويسرية من التدخل لأن القواعد الجوية كانت مغلقة وكانت نهاية الاسبوع ايضاً... وهي مسألة مالية وبشرية"
تعتمد سويسرا على الدول المجاورة في حماية مجالها الجوي خارج أوقات العمل الرسمي الاعتيادي لديها. وتملك القوات الجوية الفرنسية الإذن في مرافقة أي طائرة أو رحلة مشبوهة داخل المجال الجوي السويسري، ولكهنا لا تملك الإذن في إسقاط أي طائرة فوق الأراضي السويسرية.

## الخاطف
خاطف الرحلة 702 هو «هاليميدن أبيرا تيغين» البالغ من العمر 31 عاماً, الذي كان مساعد طيار الرحلة نفسها، نزل باستخدام حبل رماه من نافذة قمرة القيادة بعد الهبوط ثم ألقت السلطات السويسرية القبض عليه.
فتحت السلطات السويسرية تحقيقاً بحادثة الاختطاف أصدرت بياناً فيه أن الخاطف سيواجه أحكام سجن ممكن أن تصل إلى 20 سنة.

## حوادث مشابهة
- رحلة الخطوط الجوية الإثيوبية 961
- حادث الرحلة 648 (خطوط مصر للطيران)
- رحلة سابينا 571